# ماساتاكه ساتو
ماساتاكه ساتو (باليابانية: 佐藤昌丈) هو لاعب كرة قدم ياباني في مركز الوسط، ولد في 19 مارس 1991 في نيغاتا في اليابان. لعب مع نادي ألبيريكس نيغاتا.